# أولي أولسون
أولي أولسون (18 يونيو 1921 – 12 مايو 1983) هو سبّاح سويدي راحل، مثّل بلاده في الألعاب الأولمبية الصيفية 1948.

## روابط خارجية
أولي أولسون على موقع أوليمبيديا (الإنجليزية)
- أولي أولسون على موقع اللجنة الأولمبية السويدية (السويدية)